# جورج كوكي
جورج كوكي (بالإنجليزية: George Cooke)‏ هو سياسي أسترالي وبريطاني (وحمل سابقاً جنسية المملكة المتحدة لبريطانيا العظمى وأيرلندا)، ولد في 1 مايو 1869، وتوفي في 24 مارس 1938. حزبياً، نشط في حزب العمال الأسترالي (فرع جنوب أستراليا) ‏ وParliamentary Labor Party ‏. وقد انتخب عضو مجلس النواب جنوب أستراليا من الجمعية عن دائرة Electoral district of Barossa ‏ وقد انضم خلال فترته النيابية (5 أبريل 1924 – 7 أبريل 1933)  للكتلة البرلمانية حزب العمال الأسترالي (فرع جنوب أستراليا) ‏.